# Castell de Miramar
El Castell de Miramar, que està situat a la costa adjacent a Trieste (Itàlia), va ser construït al segle xix per voluntat de l'arxiduc Maximilià d'Habsburg sobre una extensió de 22 hectàrees per compartir-hi la seva estada amb la seva dona, la princesa Carlota de Bèlgica.
Va ser aquí on una comissió de mexicans conservadors que afavorien la monarquia al seu país en la segona part del segle xix es va entrevistar amb Maximilià el 3 d'octubre de 1863. La delegació mexicana que va ser encapçalada José María Gutiérrez de Estrada i integrada per José Hidalgo, Juan Nepomuceno Almonte, el doctor José Pablo Martínez del Río, Antonio Escandón, Tomás Murphy, Adrián Woll, Ignacio Aguilar y Marocho, Joaquín Velázquez de León, Francisco Javier Miranda, y Ángel Iglesias com a secretari, va expressar davant l'arxiduc de la Casa dels Habsburg la petició dels monarquistes mexicans perquè aquest se cenyís la corona mexicana i ocupés el tron de Mèxic.
El castell, localitzat a pocs quilòmetres al nord de la ciutat de Trieste, va ser dissenyat per l'arquitecte vienès Carl Junker entre 1856 i 1860. En l'enorme parc que envolta el castell es troba el "Castelleto", un palauet que va ser la casa dels cònjuges durant la construcció del Castell de Miramar, aquest posteriorment es va convertir en lloc de tancament temporal de Carlota, quan va empitjorar el seu estat mental després de l'afusellament del seu marit a Mèxic.
Al seu interior, el castell es divideix en diverses seccions: la planta baixa va ser la residència de Maximilià I i la seva esposa Carlota, mentre que el pis superior va ser condicionat en el període de residència del duc Amadeu II d'Aosta, qui va viure-hi al voltant de set anys, i que va canviar algunes de les habitacions a l'estil de la seva època.

## El museu
El castell va ser utilitzat com a museu i en el seu interior també s'hi conserva una valuosa col·lecció de gerros orientals. A dins, els visitants hi poden admirar les habitacions de Maximilià i la seva esposa Carlota, la sala d'informació que explica la història de la construcció del castell i el parc, així com les habitacions on va viure el duc Amedeo d'Aosta (mobles de 1930 - estil racionalista).
Totes les habitacions estan ben conservades i mantingudes, tots els mobles són originals; ornaments, mobles i objectes que daten de mitjan segle xix. Particularment dignes d'esment són la sala de música, on Carlota es va entrenar en el so del piano, visible ara a la sala VII.
A la Sala XIX hi ha una sèrie de pintures de César Dell'Acqua que representen la història de Miramar. Finalment, els visitants poden visitar el Saló del Tron, que va ser recentment restaurat a la seva antiga esplendor.

## Galeria

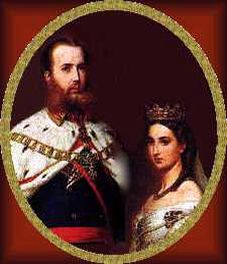
Retrat de Maximilià i Carlota, per Santiago Rebull.
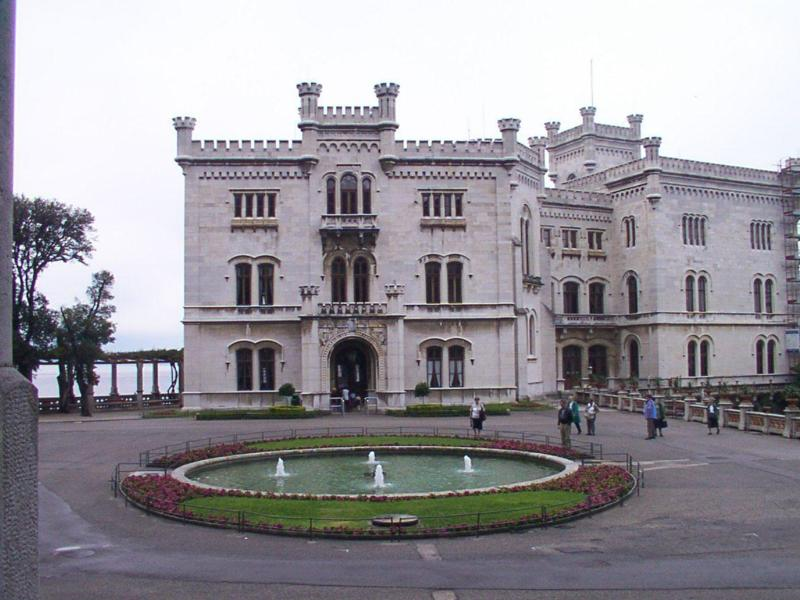
Entrada principal.
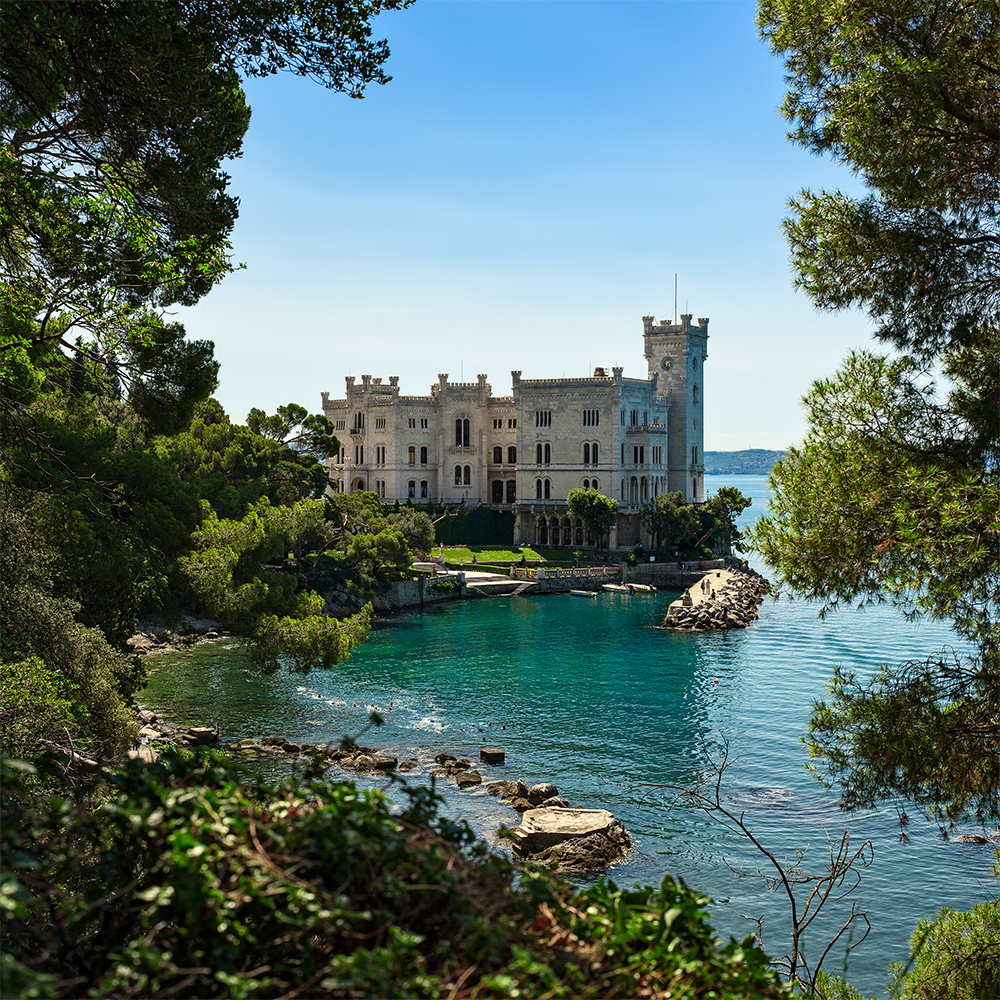
Castell de Miramar.
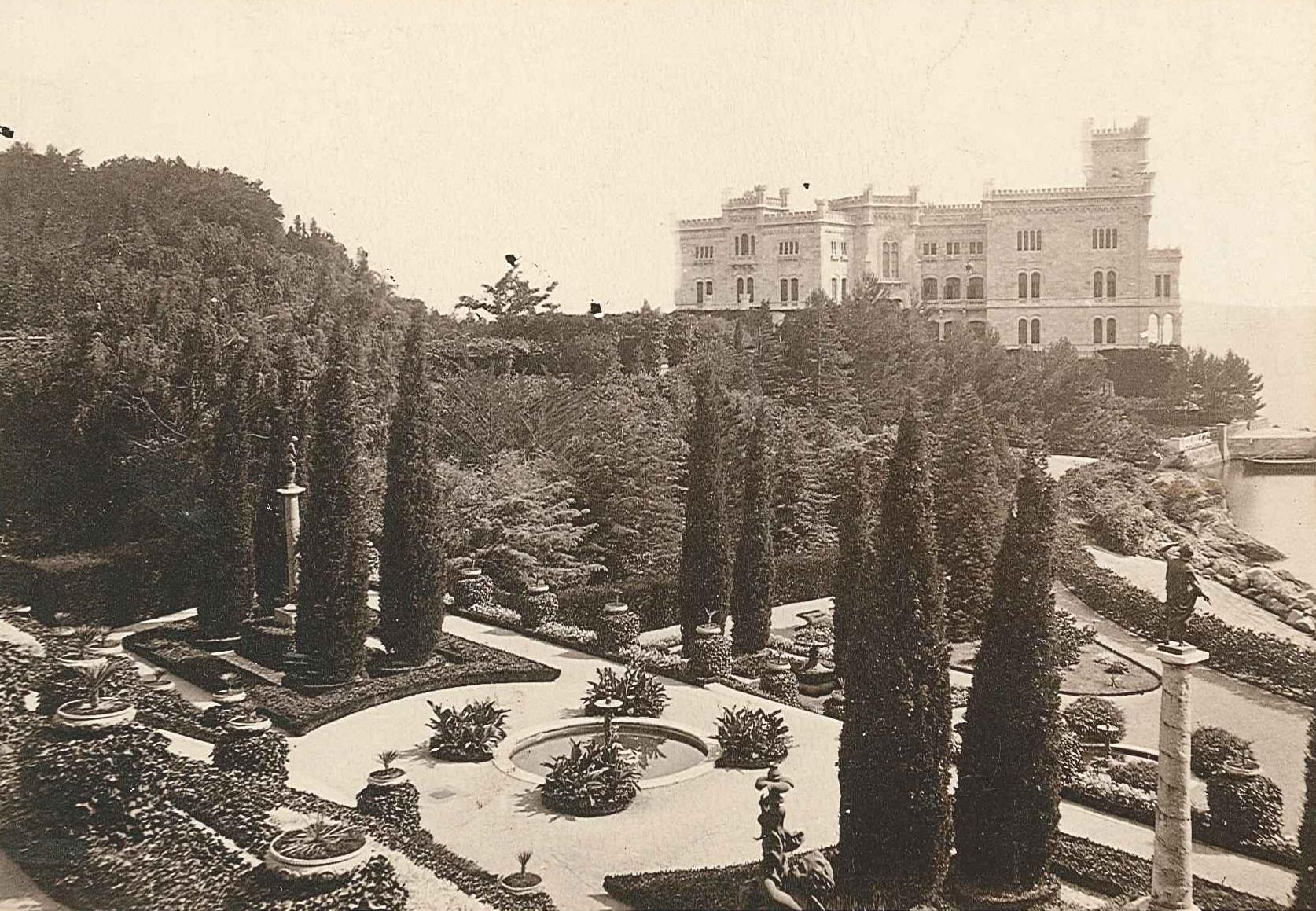
Castell de Miramar amb el jardí (ca. 1880)